# Державний науково-дослідний інститут гірничої геомеханіки і маркшейдерської справи — Міжгалузевий науковий центр ВНДМІ
Державний науково-дослідний інститут гірничої геомеханіки і маркшейдерської справи — Міжгалузевий науковий центр ВНДМІ (рос. Государственный научно-исследовательский институт горной геомеханики и маркшейдерского дела — Межотраслевой научный центр ВНИМИ) — федеральне державне унітарне підприємство РФ.

## Історія
Історія створення починається з 1929 p., коли при науково-технічній раді кам'яновугільної, гірничорудної і нафтової промисловості було утворено Постійну маркшейдерську комісію з місцезнаходженням у Ленінграді, на базі якої у 1932 р. було створено Центральне науково-дослідне маркшейдерське бюро (ЦНДМБ), яке в 1945 р. було перетворене у Всесоюзний науково-дослідний маркшейдерський інститут (ВНДМІ). У 1963 р. його було перейменовано у Всесоюзний науково-дослідний інститут гірничої геомеханіки і маркшейдерської справи (ВНДМІ), а після розпаду СРСР — Всеросійський науково-дослідний інститут гірничої геомеханіки і маркшейдерської справи. Наказом міністра палива і енергетики Російської Федерації у 1997 р. інститут було перетворено у Федеральне державне унітарне підприємство «Державний науково-дослідний інститут гірничої геомеханіки і маркшейдерської справи — Міжгалузевий науковий центр (ВНДМІ)».

## Структура
Інститут розташований у м. Санкт-Петербурзі (Росія). До складу інституту входять Сибірський філіал (м. Прокоп'євськ), Уральський філіал (м. Єкатеринбург), підприємства в містах Кемерово, Шахти Ростовської області, Норильськ, Воркута; дослідний завод обладнання НПО «Азимут», виробництво креслярсько-графічного обладнання «Графіка».
Науковий потенціал інституту складається з 450 працівників, серед яких 22 доктори і 110 кандидатів наук.

## Напрямки діяльності
ВНДМІ — великий науковий центр, що здійснює комплексні дослідження в галузі геомеханіки, геології, гідрогеології, геофізики, геодинаміки та маркшейдерії з метою розробки технологій, способів, технічних апаратно-програмних засобів забезпечення безпечної і ефективної розробки родовищ корисних копалин, моніторингу промислової та екологічної безпеки інженерних об'єктів і природного середовища.
Основні напрями науково-виробничої діяльності лабораторій ВНДМІ - це вирішення науково-технічних проблем у галузях:
- гірничої геомеханіки,
- маркшейдерської справи,
- гірничопромислової гідрогеології,
- геофізики,
- геодезії,
- управління та прогнозування гірничих ударів і раптових викидів газу,  геодинамічної безпеки,
- геомеханічного забезпечення освоєння ресурсів надр,
- раціонального використання масиву гірських порід,
- охорони будівель, споруд, комунікацій від небезпечних природних та техногенних явищ,
- проектування, будівництво, розширення, експлуатація, ліквідація підземних і наземних будівель та споруд, що застосовуються при освоєнні, транспортуванні, збереженні ресурсів надр (включаючи тверді, рідкі, газоподібні корисні копалини), інших об'єктів різного призначення,
- екологічного забезпечення навколишнього середовища.